# アレクサンドル・ネフスキー (プロコフィエフ)
カンタータ『アレクサンドル・ネフスキー』（ロシア語: Александр Невский）作品78は、セルゲイ・プロコフィエフが作曲した管弦楽とメゾソプラノ独唱、混声合唱のための作品である。セルゲイ・エイゼンシュテイン監督によるソ連映画『アレクサンドル・ネフスキー』（1938年公開）のための音楽から演奏会用のカンタータとして改作された。
映画はロシアの英雄で聖人ともされるアレクサンドル・ネフスキーとドイツ騎士団との戦いを描いている。

## 概要
プロコフィエフはソ連帰国後の1930年代から1940年代にかけて、何作かの映画の音楽を作曲しているが、セルゲイ・エイゼンシュテイン監督による1938年公開のソ連映画『アレクサンドル・ネフスキー』はその一作であった。公開の翌年1939年、プロコフィエフはこの映画の音楽から一部を抜粋し、全7曲からなる演奏会用のカンタータに改作・再構成した（その際にオーケストレーションも改めている）。
演奏会用カンタータとしての初演は1939年5月17日にモスクワで、プロコフィエフ自身の指揮で行われ、成功を収めた。
カンタータと同年にピアノ伴奏版の編曲も行われており、『アレクサンドル・ネフスキーからの3つの歌』作品78bisとして出版されている。

## 楽器編成
- メゾソプラノ独唱、混声合唱
- 木管楽器:ピッコロ、フルート2、オーボエ2、コーラングレ、クラリネット2、バス・クラリネット、テナー・サクソフォーン、ファゴット2、コントラファゴット
- 金管楽器:ホルン4、トランペット3、トロンボーン3、テューバ
- 打楽器:ティンパニ、トライアングル、小太鼓、タンブリン、マラカス、ウッドブロック、シンバル、大太鼓、タムタム、グロッケンシュピール、シロフォン、鐘
- その他:ハープ、弦五部

## 楽曲の構成
全7曲からなる。演奏時間は約30分。
- 第1曲 モンゴル治下のロシア（Русь под игом Монгольским） - オーケストラのみ
モルト・アンダンテ
タイトル・バックから映画の導入部までの音楽。
- 第2曲 アレクサンドル・ネフスキーの歌（Песня об Александре Невском）
レント
途中から戦争の描写を思わせるピウ・モッソの部分が入る。
- 第3曲 プスコフの十字軍（Крестоносцы во Пскове）
アレグロ・リゾルート
プスコフを占領した北方十字軍が歌うラテン語の讃美歌。
- 第4曲 起て、ロシアの人々よ（Вставайте, люди Русские!）
ラルゴ―アンダンテ
ドイツ騎士団による侵略を訴え、国民に戦意高揚を呼びかける合唱。
- 第5曲 氷上の戦い（Ледовое побоище）
アダージョ―モデラート―アレグロ・モデラート―アレグロ―アンダンテ―アレグロ―アダージョ―アレグロ
映画のクライマックスをなす、チュード湖での戦いの場面の音楽。
- 第6曲 死の原野（Мёртвое поле） - メゾソプラノ独唱とオーケストラ
アダージョ
壮烈な戦いで死んだ兵士を悼う哀歌。
- 第7曲 アレクサンドルのプスコフ入城（Въезд Александра во Псков）
モデラート―アレグロ・マ・ノン・トロッポ―ピウ・ラルガメンテ
プスコフ城に入城するネフスキー軍の栄光を讃える讃歌の合唱。